# Сосновый (Краснодарский край)
Сосновый — посёлок в Туапсинском районе Краснодарского края. Входит в состав муниципального образования «Небугское сельское поселение».

## География
Посёлок расположен в 16 км от села Агой и в 27 км от города Туапсе. Топоним «сосновый» произошёл от небольшой рощи пицундской сосны, произрастающей на мысе Широкий, где разместился Дом отдыха «Сосновый».

## История
Сосновый зарегистрирован в списках населённых пунктов решением Краснодарского крайисполкома от 24 октября 1958 года, основан при Доме отдыха «Сосновый» МВД СССР.
По переписи 1989 года в посёлке проживал 591 человек, из них: русских — 517 чел., украинцев — 48 чел., армян — 10 чел., адыгейцев — 2 чел.

## Население
| 1989 | 1999 | 2002 | 2010 |
| ---- | ---- | ---- | ---- |
| 591  | ↗606 | ↘596 | ↗611 |